# 朱當涵
鉅野莊憲王朱當涵（1460年—1529年），明朝魯藩第三代鉅野王，鉅野恭定王朱陽鎣的嫡長子。

## 生平
成化九年（1473年）四月，獲賜名當涵。後封鉅野長子。弘治十一年（1498年），母妃孔氏去世，朱當涵與弟鎮國將軍朱當渝奏請送母出城下葬，明孝宗許之。
弘治十八年（1505年）正月，鉅野恭定王朱陽鎣去世。正德三年（1508年）三月，朱當涵襲封鉅野王。
嘉靖八年（1529年），朱當涵去世，享年七十歲，諡號莊憲。兩年後，庶第二子朱健櫏襲爵。

## 家庭

### 妻
- 孫氏，初冊為鉅野長子夫人，正德三年（1508年）三月冊為鉅野王妃[4]。

### 妾
- 李氏，冊為鉅野王夫人，生朱健櫏。
- 王氏，生朱健杞。
- 陳氏，生朱健椊。

### 子
- 庶第二子：鎮國將軍→鉅野端肅王朱健櫏[6]
- 庶第三子：鎮國將軍朱健杞
- 庶第四子：朱健椊

### 女
- 嫡長女：安平縣主，儀賓蕭聰
- 嫡第二女：□同縣主，儀賓趙璠
- 嫡第三女：滎陽縣主，儀賓王巍[8]

## 墓葬
朱當涵葬地在今山東省济宁市兖州区兴隆庄镇巨王林村。其墓葬在文化大革命時期被群眾掘開，墓誌現藏於兖州博物馆。

鉅野莊憲王墓誌

王諱當涵，□□□□，鉅野恭□王之子。大明天順□年三月十二日□□□□□□□□□□□封為鉅野□，□嘉靖八年□□□□□□薨，享壽七十。妃孫氏，鄆城縣任家□□□□□□□□□五年二月初四日先逝。

生子五人。□□□□□□子卒，選配濟寧州義官張愷女，先卒……宣聖五十九代孫孔彥琪次女，俱封夫人□□□□□□□□夫人李氏，生子健櫏，先□□□國將軍□□□□□□縣義官趙希進長女，封夫人。媵□□□次健杞，封鎮國將軍，王氏生。次健椊，未封，陳氏生。次健□，□□□。嫡女三人，長封安平縣主，卒，配儀賓蕭聰；次封□同縣主，卒，配儀賓趙璠；次封滎陽縣主，配儀賓王巍。健櫏嫡生一子觀㶷，受封長孫。孫女三人，嫡二人、庶一人，俱未受封。

上聞訃，輟視朝一日，遣行人蔣侃諭祭，仍令有司治喪葬如制，在京文武衙門皆致祭焉。以是年十月八日葬於魯城東南崗頭之原。嗚呼，王以宗室之□，为國藩輔，茂膺封爵，富貴兼隆，壽考令終，夫復何憾！爰述其概，納諸幽壙，用垂不朽云。